# Seconda pratica
Seconda pratica (en italiano «segunda práctica») o Stile moderno se refiere a lo opuesto a la prima pratica. El término fue acuñado por Claudio Monteverdi para diferenciar su música de la de —por ejemplo— Palestrina o Gioseffo Zarlino, y describe a la música del barroco temprano que incursionó en mayores libertades armónicas y contrapuntísticas en relación con las rigurosas limitaciones de la prima pratica.
Stile moderno es una expresión creada por Giulio Caccini en su libro de 1602 «Le nuove musiche» que contiene numerosas monodias. Las novedades en las canciones de Caccini consistieron en que el acompañamiento estaba totalmente supeditado a la poesía: además las melodías en stile moderno incluían la ornamentación explícita en la partitura, cuando anteriormente estaban libradas al gusto del intérprete. Por otro lado, marcan el inicio del bajo continuo, característico de la obra de Caccini.